# Andreu Garriga
Andreu Garriga, també conegut com a Andrew Garriga, (Vic, Osona, 19 de desembre de 1843 — San Luis Obispo, Califòrnia, 27 de març de 1915) fou un poeta i sacerdot. S'ordenà capellà a Dublín (1868) i després anà a Califòrnia, on exercí com a rector a les ciutats de San Francisco, Fresno, Bakersfield, Gonzales, King City i San Luis Obispo.
El fet cabdal de la poesia de Garriga fou la influència que tingué en un jove Jacint Verdaguer. De fet, mentre visqué a Vic com a seminarista, imprimí, sota el pseudònim de Samsonier Tocasons, unes dècimes satíriques, titulades Entusiasme d'un estudiant per la cresta (1863), que influirien en una primera publicació del mateix estil del mestre de Folgueroles, Als estudiants. Recepta (1864). Per això, Garriga no va passar a la història per la qualitat ni el volum de la seva obra, sinó per haver motivat la publicació del primer text verdaguerià, encara que en un to allunyat del que acabaria sent la seva producció literària.
Als Estats Units escriví un tractat d'herbes remeieres (Compilation of Herbs and Remedies, editat el 1978) i diverses obres piadoses en castellà i en anglès. Se sap que el 1867 feu una estada a Vic i ho aprofità per escriure un recull inèdit Recordansas de ma vida, uns cinc poemes evocatius, amb fets anecdòtics reflexions personals amb un rerefons popularitzant.